# Pellaro (vino)
Il Pellaro è un vino ad Indicazione Geografica Tipica (IGT) la cui produzione è consentita nella città metropolitana di Reggio Calabria e, in particolare, nei comuni di Motta San Giovanni e Reggio Calabria.

## Denominazione
Il suo nome deriva da un quartiere a sud di Reggio Calabria, cioè Pellaro. È uno dei più rinomati vini rossi calabresi. Viene prodotto su colline a terrazzo, dal terreno sabbioso e asciutto, ad una altitudine di 100 m s.l.m.

## Lavorazione
Si vendemmia verso metà settembre. Dopo essere state pigiate, le uve fermentano per 48/60 ore, poi vengono pressate ed il mosto viene messo in serbatoi d'acciaio a temperatura controllata, dove rimane fino al primo travaso nel mese di novembre. Dopo altri travasi a febbraio e maggio, il vino viene messo in botti di legno castagno per circa due mesi e poi messo in bottiglia a 18 mesi dalla vendemmia, dove affina per almeno altri due mesi. La gradazione alcolica è di 14°. 

## Caratteristiche organolettiche
- colore: rosso rubino con leggere sfumature porpora.
- odore: intenso, è delicatamente fruttato con note di lampone e mela.
- sapore: fine, morbido, di vellutata eleganza.

## Abbinamenti consigliati
Il Pellaro si abbina perfettamente a carni rosse, cacciagione, insaccati e formaggi stagionati. Da servire a 18°-20°.

## Produzione
Provincia, stagione, volume in ettolitri
- Reggio Calabria (1990/91)
- Reggio Calabria (1991/92)
- Reggio Calabria (1992/93)
- Reggio Calabria (1993/94)
- Reggio Calabria (1994/95)
- Reggio Calabria (1995/96)
- Reggio Calabria (1996/97)